# Val Terbi (commune)
Cet article concerne la commune. Pour la vallée homonyme, voir Val Terbi (vallée).
Val Terbi est une commune suisse du canton du Jura, située dans le district de Delémont.

## géographie

### Communes limitrophes
Les communes limitrophes sont  Aedermannsdorf, Beinwil, Bärschwil, Corcelles, Courchapoix, Courrendlin, Courroux, Crémines, Seehof, Erschwil, Grindel, La Scheulte et Mervelier.

## Histoire
Val Terbi a été créée le 1er janvier 2013 par la fusion des anciennes communes de Vicques, Vermes et Montsevelier, fusion acceptée en votation le 5 février 2012. Le même jour, les communes de Courroux, Corban, Courchapoix et Mervelier avaient refusé de rejoindre la nouvelle entité. Le nom de la commune vient de la vallée homonyme dans laquelle se regroupent les villages la formant.
Le 1er janvier 2018, Val-Terbi absorbe la commune de Corban, qui avait précédemment refusé de fusionner.

## Démographie

### Évolution de la population
Val Terbi compte 3 285 habitants au 31 décembre 2022 pour une densité de population de 70 hab/km2. Sur la période 2010-2019, sa population a augmenté de 6,0 % (canton : 5,1 % ; Suisse : 9,4 %).  

### Pyramide des âges
En 2020, le taux de personnes de moins de 30 ans s'élève à 33,9 %, au-dessus de la valeur cantonale (33 %). Le taux de personnes de plus de 60 ans est quant à lui de 26,6 %, alors qu'il est de 28,1 % au niveau cantonal.
La même année, la commune compte 1 623 hommes pour 1 567 femmes, soit un taux de 50,9 % d'hommes, supérieur à celui du canton (49,5 %).
| Hommes | Classe d’âge | Femmes |
| ------ | ------------ | ------ |
| 0,4    | 90 ans ou +  | 1,3    |
| 6,7    | 75 à 89 ans  | 8,6    |
| 17,4   | 60 à 74 ans  | 18,7   |
| 21,9   | 45 à 59 ans  | 22,7   |
| 17,4   | 30 à 44 ans  | 17,3   |
| 18,4   | 15 à 29 ans  | 16,5   |
| 17,9   | - de 14 ans  | 14,9   |

| Hommes | Classe d’âge | Femmes |
| ------ | ------------ | ------ |
| 0,7    | 90 ans ou +  | 1,7    |
| 7,8    | 75 à 89 ans  | 10,1   |
| 17,7   | 60 à 74 ans  | 18,1   |
| 21,1   | 45 à 59 ans  | 21,4   |
| 18,1   | 30 à 44 ans  | 17,3   |
| 18,9   | 15 à 29 ans  | 16,9   |
| 15,7   | - de 14 ans  | 14,5   |